# كريستوفر توسيللي
كريستوفر بينجامين توسيللي ريوس (بالإسبانية: Cristopher Benjamín Toselli Ríos)‏ (ولد في 15 يونيو 1988 في أنتوفاغاستا) لاعب كرة قدم دولي تشيلي يلعب حاليا لصالح نادي يونيفرسيداد كاتوليكا في مركز حارس المرمى منذ 2001.